# EXOSAT
Exosat fue un satélite de la Agencia Espacial Europea lanzado el 26 de mayo de 1983 y que estuvo operativo hasta abril de 1986. Durante ese período se realizaron 1780 observaciones en la banda de rayos X de la mayoría de clases de objetos astronómicos, que incluían núcleos galácticos activos, coronas estelares, estrellas variables cataclísmicas, enanas blancas, binarias de rayos X agrupaciones galácticas y restos de supernovas.
El equipamiento que llevaba a bordo eran tres instrumentos que producían espectros, imágenes y curvas de luz en diferentes bandas de energía.
- Datos: Q49694
- Multimedia: Exosat / Q49694